# Aleksandr Danilovič Aleksandrov
Aleksandr Danilovič Aleksandrov (Volyn', 4 agosto 1912 – San Pietroburgo, 27 luglio 1999) è stato un matematico sovietico, rettore dell'Università statale di San Pietroburgo dal 1952 al 1964.

## Biografia
Alekandr Alekandrov nacque a Volyn', nel Governatorato di Rjazan'. I suoi genitori erano di origini nobili. Suo padre Danilil si laureò all'Università di San Pietroburgo e partecipò a disordini studenteschi che gli costarono l'espulsione; in seguito, fu membro del soviet della città. Sua madre Elizaveta, di origine polacca, fu in epoca sovietica insegnante nella scuola secondaria di cui suo marito era preside. Per questo motivo, Aleksandr trascorse gran parte della sua infanzia a San Pietroburgo. Nel 1930, suo padre fu sollevato dal suo incarico per apartitismo e morì di stenti nel 1942 durante l'assedio della città. Terminata la guerra, nel 1951 Aleksandrov divenne membro del Partito Comunista.
Aleksandrov si sposò due volte: nel 1937 sposò una studentessa di fisica, Marianna Leonidovna Georg, dalla quale ebbe due figli, Daria e Daniil; nel 1980 sposò Svetlana Bogačeva, assistente nel dipartimento di geometria dell'Università di San Pietroburgo.
Membro dell'Accademia sovietica delle scienze dal 1964, socio straniero dell'Accademia dei Quaranta dal 1975,  è stato professore e poi rettore, dal 1952 al 1964, dell'Università statale di San Pietroburgo. Applicò la teoria degli insiemi alla geometria dei corpi convessi e studiò profondamente la convergenza stretta. Per i suoi contributi scientifici, nel 1942 ha ricevuto il Premio Stalin.
Nel corso della sua vita ha pubblicato numerose opere, tra le quali Geometria interna delle superfici convesse (in russo Внутренняя геометрия выпуклых поверхностей?, Vnutrennjaja geometrija vipuklyck poverchnostej) nel 1948 e Poliedri convessi (in russo Выпуклые многогранники?, Vypuklye mnogogranniki) nel 1950.
Dopo una lunga malattia, Aleksandrov morì il 27 luglio 1999 e fu sepolto nel cimitero Bogoslovskoe, a San Pietroburgo.